# Pales pavida
Pales pavida là một loài ruồi trong họ Tachinidae.